# 939 Isberga
939 Isberga је астероид главног астероидног појаса чија средња удаљеност од Сунца износи 2,247 астрономских јединица (АЈ). 
Апсолутна магнитуда астероида је 12,14 а геометријски албедо 0,117.